# Torquemada (település)
Torquemada község Spanyolországban, Palencia tartományban. Torquemada Villamediana, Astudillo, Cordovilla la Real, Herrera de Valdecañas, Hornillos de Cerrato és Villaviudas községekkel határos. Lakosainak száma 966 fő (2024).

## Népesség
A település népessége az elmúlt években az alábbi módon változott:
| Lakosok száma | 1153 | 1091 | 1059 | 1049 | 1081 | 1028 | 989  | 954  | 948  | 966  |
|               | 2001 | 2004 | 2007 | 2009 | 2012 | 2014 | 2017 | 2019 | 2022 | 2024 |

## Híres szülöttei
- Habsburg Katalin portugál királyné (1507)